# 吴定良

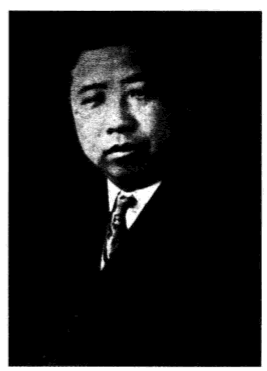
吳定良院士

吴定良（1894年2月5日—1969年3月24日），原名駿、士華，字均一，江蘇省金壇縣人，人类学家、教育家。中国人类学的主要奠基人。

## 生平
- 1916年入江苏扬州省立第五师范学校学习。
- 1920年考入南京高等师范学校（後更名國立東南大學、中央大學、南京大學）心理学系，师从陆志韦等人。
- 1924年東大毕业后留校当助教。
- 1926年，赴美国纽约哥伦比亚大学心理学系攻读统计学。
- 1927年转学英国伦敦大学，继续攻读统计学，师从统计学与人类学家卡尔·皮尔逊（Karl Pearson）教授，先后获统计学和人类学博士学位。
- 1930年，经英国统计学家耶尔教授推荐，在荷兰经由“国际统计学社”全体学社员大会投票选举通过，成为第一位华人社员。
- 1934年，由人类学教授马斯介绍加入“国际人类学社”，同年参加在伦敦举行的国际人类学大会，与中国科学家欧阳翥以翔实的论文有力地驳斥了当时盛行的中国人大脑结构和功能不如欧洲人的谬论。

- 1935年回国，与国立中央大学生物系毕业后留校当助教的史久庄女士结婚，任南京中央研究院历史语言研究所人类学组主任兼专任研究员，后筹建体质人类学研究所。在中央研究院工作期间，吴定良发表了10余篇体质人类学方面的论文，并创刊和主编了“中国人类学志”（正式定名为《人类学集刊》），对中国人类学的发展起到奠基性作用。

- 1945年，抗战胜利后，吴定良应浙江大学校长竺可桢邀请，任浙江大学史地系教授，开设普通人类学及统计学课。在他的努力下，1947年９月浙江大学成立人类学系与人类学研究所，他担任系主任兼所长，为中国培养了第一批体质人类学的科研人员与师资力量。1948年，当选为中央研究院第一屆院士。1946年至1948年，他还兼任国立暨南大学人类学系教授。
- 1950年5月，吴定良与卢于道、欧阳翥、刘咸等教授在杭州发起组织成立中国人类学学会，并当选为理事。

- 1952年全国高校院系调整，吴定良从浙江大学转入上海复旦大学任教。
- 文革期间在病榻上遭受围斗，在1969年3月的清查中书籍、论文集、科研工具再次遭劫，1969年3月24日在迫害中去世。

## 主要成就
吴定良在人类学研究方面的内容广泛，涉及到人类进化、现代人体质、测量仪器的改进等领域，并开始对人类工效学这一新领域的探索。吴定良是中国体质人类学和人种学研究的开创者，也是中国人类工效学的奠基人。他的一些研究成果和方法，被各国人类学家所采用。